# Microcyclops exsulis
Microcyclops exsulis – gatunek widłonoga z rodziny Cyclopidae. Opisał go w 1951 roku francuski zoolog Henri Gauthier, nadając mu nazwę Cyclops exsulis.